# Danh sách đảo theo tên (P)
Danh sách dưới đây liệt kê các đảo bắt đầu bằng ký tự P.
Đây là một danh sách chưa hoàn tất, và có thể sẽ không bao giờ thỏa mãn yêu cầu hoàn tất. Bạn có thể đóng góp bằng cách mở rộng nó bằng các thông tin đáng tin cậy.
A - B - C - D - Đ - E - F - G - H - I - J - K - L - M - N - O - P - Q - R - S - T - U - V - W - X - Y - Z

## P
| Tên đảo                     | Quần đảo / Nhóm đảo                                             | Quốc gia |
| --------------------------- | --------------------------------------------------------------- | --- |
| Paama                       | Thái Bình Dương                                                 | Vanuatu |
| Paden                       | Ohio River, West Virginia                                       | Hoa Kỳ |
| Padgett                     | Arkansas                                                        | Hoa Kỳ |
| Padloping                   | Nunavut                                                         | Canada |
| Padre                       | Texas                                                           | Hoa Kỳ |
| Pag                         | Adriatic Sea                                                    | Croatia |
| Pak                         | Admiralty Islands                                               | Papua New Guinea |
| Pakatoa                     | Hauraki Gulf                                                    | New Zealand |
| Palagruža                   | Adriatic Sea                                                    | Croatia |
| Palánki-sziget              | Sông Donau                                                      | Hungary |
| Palau                       |                                                                 | Palau |
| Palawan                     | Visayas                                                         | Philippines |
| La Palma                    | Canary Islands                                                  | Tây Ban Nha |
| Palmeira                    | Alentejo Islands                                                | Bồ Đào Nha |
| Palmeira Pequena            | Alentejo Islands                                                | Bồ Đào Nha |
| Palmerston                  | Quần đảo Cook                                                   | Quần đảo Cook |
| Palm Island                 | Aruba                                                           | Bản mẫu:Country data Kingdom of the Hà Lan                                                                                       |
| Palmižana                   | Adriatic Sea                                                    | Croatia |
| Palu'e                      | Lesser Sunda Islands                                            | Indonesia |
| Panarea                     | Aeolian Islands                                                 | Ý |
| Panay                       | Visayas                                                         | Philippines |
| Pancake                     | Rhode Island                                                    | Hoa Kỳ |
| Pandora                     | Nunavut                                                         | Canada |
| Pangkor                     | Perak                                                           | Malaysia |
| Panmure                     | Prince Edward Island                                            | Canada |
| Pantar                      | Alor Archipelago                                                | Indonesia |
| Pantelleria                 | Strait of Sicily                                                | Ý |
| Pap-sziget                  | Sông Donau                                                      | Hungary |
| Papa                        | Quần đảo Shetland                                               | Scotland |
| Papa Little                 | Quần đảo Shetland                                               | Scotland |
| Papa Stour                  | Quần đảo Shetland                                               | Scotland |
| Papa Stronsay               | The North Isles, Bản mẫu:Country data Orkney Islands            | Scotland |
| Papa Westray                | The North Isles, Bản mẫu:Country data Orkney Islands            | Scotland |
| Paquetá                     | Guanabara Bay                                                   | Brasil |
| Parker                      | Alabama                                                         | Hoa Kỳ |
| Parris                      | South Carolina                                                  | Hoa Kỳ |
| Paros                       | Cyclades                                                        | Hy Lạp |
| Parrachill                  | Beira Litoral Islands                                           | Bồ Đào Nha |
| Parry                       | Georgian Bay Ontario                                            | Canada |
| Pasalimani                  | Marmara Islands                                                 | Thổ Nhĩ Kỳ |
| Pasaran                     |                                                                 | Indonesia |
| Pašman                      |                                                                 | Croatia |
| Pasque                      | Elizabeth Islands, Massachusetts                                | Hoa Kỳ |
| Pasumpahan                  |                                                                 | Indonesia |
| Pate                        | Lamu Islands                                                    | Kenya |
| Patience                    | Rhode Island                                                    | Hoa Kỳ |
| Pátmos                      | Dodecanese                                                      | Hy Lạp |
| Patos                       | San Juan Islands, Washington                                    | Hoa Kỳ |
| Patroklou                   | Saronic Islands                                                 | Hy Lạp |
| Patton                      | Tennessee River, Alabama                                        | Hoa Kỳ |
| Paul                        | Newfoundland and Labrador                                       | Canada |
| Pavell                      | Sabine River, Texas                                             | Hoa Kỳ |
| Paw Paw                     | Mississippi                                                     | Hoa Kỳ |
| Pawleys                     | South Carolina                                                  | Hoa Kỳ |
| Paxi                        | Ionian Islands                                                  | Hy Lạp |
| Pea Patch                   | Delaware                                                        | Hoa Kỳ |
| Peach                       | Alabama                                                         | Hoa Kỳ |
| Peach Blossom               |                                                                 | Trung Quốc |
| Peaks                       | Casco Bay, Maine                                                | Hoa Kỳ |
| Peale                       | Wyoming                                                         | Hoa Kỳ |
| Pearl                       | San Juan Islands, Washington                                    | Hoa Kỳ |
| Pearl River                 | Louisiana                                                       | Hoa Kỳ |
| Pearse                      | British Columbia                                                | Canada |
| Pebble                      | Quần đảo Falkland                                               | Vương quốc Anh |
| Peberholm                   | artificial island at Oresund                                    | Đan Mạch |
| Peche                       | Detroit River, Ontario                                          | Canada |
| Peddocks                    | Boston Harbor, Massachusetts                                    | Hoa Kỳ |
| Pedra Branca                |                                                                 | Claimed by Singapore and Malaysia                                                                                                |
| Bedra                       | Beira Litoral Islands                                           | Bồ Đào Nha |
| Pelee                       | Lake Erie, Ontario                                              | Canada |
| Peleng                      | Kepulauan Banggai group                                         | Indonesia |
| Pelican                     | Lake Shala                                                      | Ethiopia |
| Pelican                     | Alabama                                                         | Hoa Kỳ |
| Pelican                     | Louisiana                                                       | Hoa Kỳ |
| Pelican                     | Missouri                                                        | Hoa Kỳ |
| Pelican                     | Nevada                                                          | Hoa Kỳ |
| Pelican                     | Texas                                                           | Hoa Kỳ |
| Pelican Point               | Louisiana                                                       | Hoa Kỳ |
| Pelican Roost               | Wyoming                                                         | Hoa Kỳ |
| Pellinge                    | Porvoo                                                          | Phần Lan |
| Pellworm                    | North Frisian Islands                                           | Đức |
| Pemba                       | Spice Islands                                                   | Tanzania |
| Penang                      | Straits of Malacca, Penang                                      | Malaysia |
| Pender                      | Quần đảo Gulf, British Columbia                                 | Canada |
| Peng Chau                   | Islands District, Hồng Kông                                     | Trung Quốc |
| Penguin                     | Angra Pequeña                                                   | Namibia |
| Penguin                     | South Quần đảo Shetland                                         | Claimed by Argentine Antarctica, Argentina, Antártica Chilena Province, Chile và Lãnh thổ châu Nam Cực thuộc Anh, Vương quốc Anh |
| Penikese                    | Elizabeth Islands, Massachusetts                                | Hoa Kỳ |
| Penrhyn                     | Quần đảo Cook                                                   | Quần đảo Cook |
| Pentecost                   | Thái Bình Dương                                                 | Vanuatu |
| Perceveira                  | Alentejo islands                                                | Bồ Đào Nha |
| Perdido Key                 | Florida                                                         | Hoa Kỳ |
| Isla Perejil Parsley Island | Plazas de Soberanía, Strait of Gibraltar                        | Tây Ban Nha |
| Perhentian Besar            | Perhentian Islands                                              | Malaysia |
| Perhentian Kecil            | Perhentian Islands                                              | Malaysia |
| Île Perrot                  | Quebec                                                          | Canada |
| Perry                       | Sông Mississippi, Missouri                                      | Hoa Kỳ |
| Perseverance                | Lake Huron, Ontario                                             | Canada |
| Peristera                   | Northern Sporades                                               | Hy Lạp |
| Peruque                     | Sông Mississippi, Missouri                                      | Hoa Kỳ |
| Pessegueiro                 | Alentejo islands                                                | Bồ Đào Nha |
| Pest                        | New Hampshire                                                   | Hoa Kỳ |
| Petalas                     | Ionian Islands                                                  | Hy Lạp |
| Peter I                     | Bellingshausen Sea                                              | Na Uy |
| Peters                      | Alabama                                                         | Hoa Kỳ |
| Peters                      | Arkansas                                                        | Hoa Kỳ |
| Petersfield                 | Delaware                                                        | Hoa Kỳ |
| Petit Bois                  | Mississippi                                                     | Hoa Kỳ |
| Petit de Grat               | Nova Scotia                                                     | Canada |
| Petőfi-sziget               |                                                                 | Hungary |
| Petrie Island               | Ottawa River, Ottawa, Ontario                                   | Canada |
| Pettys                      | New Jersey                                                      | Hoa Kỳ |
| Pfaueninsel                 | Havel River                                                     | Đức |
| Pharaoh's                   | Vịnh Aqaba                                                      | Egypt |
| Pharaoh's                   | River Thames, England                                           | Vương quốc Anh |
| Pharra                      | Sông Mississippi, Missouri                                      | Hoa Kỳ |
| Pheasant                    | Bidasoa River, shared between Guipuscoa và Pyrénées-Atlantiques | Shared by Tây Ban Nha and Pháp                                                                                                   |
| Philae                      | Nile River                                                      | Egypt |
| Phillips                    | Rhode Island                                                    | Hoa Kỳ |
| Phillis                     | Barnstable Harbor, Massachusetts                                | Hoa Kỳ |
| Phillis                     | Ohio River, Pennsylvania                                        | Hoa Kỳ |
| Pholegandros                | Cyclades                                                        | Hy Lạp |
| Philo Brice                 | Timbalier Bay, Louisiana                                        | Hoa Kỳ |
| Phú Quốc                    | Vịnh Thái Lan                                                   | Việt Nam |
| Phục Sinh                   | có tên Rapa Nui trong tiếng Rapa Nui                            | Chile |
| Pianosa                     | Tuscan Archipelago                                              | Ý |
| Piasa                       | Sông Mississippi, Illinois                                      | Hoa Kỳ |
| Pickel                      | French Broad River, Tennessee                                   | Hoa Kỳ |
| Picket                      | Vermont                                                         | Hoa Kỳ |
| Pico                        | Azores                                                          | Bồ Đào Nha |
| Picton                      | Antártica Chilena Province                                      | Chile |
| Pictou                      | Nova Scotia                                                     | Canada |
| Pierce                      | Spofford Lake, New Hampshire                                    | Hoa Kỳ |
| Pig                         | Arkansas                                                        | Hoa Kỳ |
| Pihlajasaari                | Helsinki                                                        | Phần Lan |
| Piirissaar                  | Lake Peipus                                                     | Estonia |
| Pike                        | Minnesota                                                       | Hoa Kỳ |
| Pileni                      | Quần đảo Solomon                                                | Quần đảo Solomon |
| Pine                        | Arkansas                                                        | Hoa Kỳ |
| Pine                        | Arkansas                                                        | Hoa Kỳ |
| Pine                        | Arkansas                                                        | Hoa Kỳ |
| Pine                        | Georgian Bay Ontario                                            | Canada |
| Pine                        | Windy Lake Ontario                                              | Canada |
| Pine                        | Lake Huron, Ontario                                             | Canada |
| Pine                        | Rhode Island                                                    | Hoa Kỳ |
| Pine                        | Vermont                                                         | Hoa Kỳ |
| Pine                        | Vermont                                                         | Hoa Kỳ |
| Ping Chau                   | Hồng Kông                                                       | Trung Quốc |
| Pinto                       | Alabama                                                         | Hoa Kỳ |
| Piperi                      | Northern Sporades                                               | Hy Lạp |
| Pippin Towhead              | Alabama                                                         | Hoa Kỳ |
| Pirallahı                   | Baku, Caspian Sea                                               | Azerbaijan |
| Pirumeri                    | Shortland Islands                                               | Quần đảo Solomon |
| Piss Pot                    | South Branch Potomac River, West Virginia                       | Hoa Kỳ |
| Pitcairn                    | Pitcairn Islands                                                | British overseas territories |
| Isle au Pitre               | Louisiana                                                       | Hoa Kỳ |
| Pitt                        | British Columbia                                                | Canada |
| Plane Crash                 | Arizona                                                         | Hoa Kỳ |
| Plato                       | Rhode Island                                                    | Hoa Kỳ |
| Pleasant                    | Arkansas                                                        | Hoa Kỳ |
| Pleasant                    | Georgian Bay Ontario                                            | Canada |
| Pleasure                    | Sabine Lake, Texas                                              | Hoa Kỳ |
| Plum                        | Massachusetts                                                   | Hoa Kỳ |
| Plum                        | New York                                                        | Hoa Kỳ |
| Plum                        | Lake Michigan, Wisconsin                                        | Hoa Kỳ |
| Plumpudding                 |                                                                 | Namibia |
| Plateia Aiginis             | Saronic Islands                                                 | Hy Lạp |
| Poi Toi                     | Po Toi Islands, Hồng Kông                                       | Trung Quốc |
| Poço                        | Beira Litoral islands                                           | Bồ Đào Nha |
| Poel                        | Biển Baltic                                                     | Đức |
| Pohnpei                     | Senyavin Islands, Micronesia                                    | Federated States of Micronesia                                                                                                   |
| Point au Fer                | Louisiana                                                       | Hoa Kỳ |
| Point of Cedars             | Delaware                                                        | Hoa Kỳ |
| Pollopel                    | Hudson River, New York                                          | Hoa Kỳ |
| Poker Hill                  | Arkansas                                                        | Hoa Kỳ |
| Polyaigos                   | Cyclades                                                        | Hy Lạp |
| Pomham                      | Rhode Island                                                    | Hoa Kỳ |
| Pomona                      |                                                                 | Namibia |
| Ponui                       | Hauraki Gulf                                                    | New Zealand |
| Ponza                       | Pontine Islands                                                 | Ý |
| Pooley                      | British Columbia                                                | Canada |
| Popasquash                  | Vermont                                                         | Hoa Kỳ |
| Popes                       | New Bedford Harbor, Massachusetts                               | Hoa Kỳ |
| Poplar                      | Tygart Valley River, West Virginia                              | Hoa Kỳ |
| Porcher                     | British Columbia                                                | Canada |
| Poros                       | Saronic Islands                                                 | Hy Lạp |
| Port Hamilton               |                                                                 | Hàn Quốc |
| Port                        | Islands of Gdańsk                                               | Ba Lan |
| Portage                     | Sông Mississippi, Missouri                                      | Hoa Kỳ |
| Portage                     | Georgian Bay Ontario                                            | Canada |
| Portage                     | Washington                                                      | Hoa Kỳ |
| Portland                    | Quần đảo Anh                                                    | Vương quốc Anh |
| Porto Santo                 | Madeira Islands                                                 | Bồ Đào Nha |
| Possession                  |                                                                 | Namibia |
| Potato                      | Severn Sound Ontario                                            | Canada |
| Potato                      | Rhode Island                                                    | Hoa Kỳ |
| Potvin                      | French River Ontario                                            | Canada |
| Pourewa                     | Tolaga Bay                                                      | New Zealand |
| Poveglia                    | Venice                                                          | Ý |
| Powell                      | South Orkney Islands                                            | Claimed by: · Vương quốc Anh as part of the Quần đảo Falkland and by · Argentina                                                 |
| Prairie Point Towhead       | Sông Mississippi, Arkansas                                      | Hoa Kỳ |
| Prall's                     | Arthur Kill, New York                                           | Hoa Kỳ |
| Prangli                     | Vịnh Phần Lan                                                   | Estonia |
| Premuda                     | Adriatic Sea                                                    | Croatia |
| Prescott                    | Nunavut                                                         | Canada |
| Prevlaka                    | Bay of Kotor Islands                                            | Montenegro |
| Price                       | British Columbia                                                | Canada |
| Price                       | Alabama                                                         | Hoa Kỳ |
| Prickley Pear               | Delaware                                                        | Hoa Kỳ |
| Príncipe                    | Vịnh Guinea                                                     | São Tomé and Príncipe |
| Prince                      | Alabama                                                         | Hoa Kỳ |
| Prince Charles              | Queen Elizabeth Islands, Nunavut                                | Canada |
| Prince Edward               | Prince Edward Island                                            | Canada |
| Prince Patrick              | Các Lãnh thổ Tây Bắc                                            | Canada |
| Prince of Wales             | British Columbia                                                | Canada |
| Princess Royal              | British Columbia                                                | Canada |
| Prins Karls Forland         | Svalbard                                                        | Na Uy |
| Procida                     | Flegree Islands                                                 | Ý |
| Profit                      | Sông Mississippi, Louisiana                                     | Hoa Kỳ |
| Protection                  | Washington                                                      | Hoa Kỳ |
| Providencia                 | San Andrés y Providencia                                        | Colombia |
| Providence                  | Vermont                                                         | Hoa Kỳ |
| Province                    | Vermont                                                         | Hoa Kỳ |
| Prudence                    | Narragansett Bay, Rhode Island                                  | Hoa Kỳ |
| Pruetts                     | Alabama                                                         | Hoa Kỳ |
| Pruitt                      | Arkansas                                                        | Hoa Kỳ |
| Prvić                       | Adriatic Sea                                                    | Croatia |
| Pryor                       | Ohio River, Kentucky                                            | Hoa Kỳ |
| Psara                       | Greek Archipelago                                               | Hy Lạp |
| Psathoura                   | Northern Sporades                                               | Hy Lạp |
| Pserimos                    | Dodecanese                                                      | Hy Lạp |
| Psili                       | Saronic Islands                                                 | Hy Lạp |
| Puerto Rico                 | Đại Antilles                                                    | Hoa Kỳ |
| Puffin                      |                                                                 | Ireland |
| Puffin                      |                                                                 | Wales |
| Puffin                      |                                                                 | Iceland |
| Puffin                      | Alaska                                                          | Hoa Kỳ |
| Puffin                      | Newfoundland and Labrador                                       | Canada |
| Puget                       | Columbia River, Washington                                      | Hoa Kỳ |
| Puka-Puka                   | Disappointment Islands, Tuamotus, Polynésie thuộc Pháp          | Pháp |
| Pukapuka                    | Quần đảo Cook                                                   | New Zealand |
| Pukarua                     | Tuamotus, Polynésie thuộc Pháp                                  | Pháp |
| Pulau Adonara               | Malay Archipelago                                               | Indonesia |
| Pulau Alor                  | Malay Archipelago                                               | Indonesia |
| Pulau Aman                  | Penang                                                          | Malaysia |
| Pulau Atauro                | Malay Archipelago                                               | East Timor |
| Pulau Besar                 | Malacca                                                         | Malaysia |
| Pulau Besar                 | Johor                                                           | Malaysia |
| Pulau Betong                | Penang                                                          | Malaysia |
| Pulau Carey                 | Selangor                                                        | Malaysia |
| Pulau Galang                | Riau Archipelago                                                | Indonesia |
| Pulau Gedung                | Johor                                                           | Malaysia |
| Pulau Indah                 | Selangor                                                        | Malaysia |
| Pulau Jaco                  | Malay Archipelago                                               | East Timor |
| Pulau Ketam                 | Selangor                                                        | Malaysia |
| Pulau Kisar                 | Malay Archipelago                                               | Indonesia |
| Pulau Klang                 | Selangor                                                        | Malaysia |
| Pulau Kombe                 | Malay Archipelago                                               | Indonesia |
| Pulau Lomblen               | Malay Archipelago                                               | Indonesia |
| Pulau Melaka                | Malacca                                                         | Malaysia |
| Pulau Obira                 | Malay Archipelago                                               | Indonesia |
| Pulau Pantar                | Malay Archipelago                                               | Indonesia |
| Pulau Payar                 | Kedah                                                           | Malaysia |
| Pulau Pemanggil             | Johor                                                           | Malaysia |
| Pulau Rawa                  | Johor                                                           | Malaysia |
| Pulau Romang                | Malay Archipelago                                               | Indonesia |
| Pulau Roti                  | Malay Archipelago                                               | Indonesia |
| Pulau Semau                 | Malay Archipelago                                               | Indonesia |
| Pulau Sibu                  | Johor                                                           | Malaysia |
| Pulau Solor                 | Malay Archipelago                                               | Indonesia |
| Pulau Tengah                | Johor                                                           | Malaysia |
| Pulau Tenggol               |                                                                 | Malaysia |
| Pulau Tiga                  | Sabah                                                           | Malaysia |
| Pulau Tikus                 | Penang                                                          | Malaysia |
| Pulau Tinggi                | Johor                                                           | Malaysia |
| Pulau Wetar                 |                                                                 | Indonesia |
| Pullen                      | New Jersey                                                      | Hoa Kỳ |
| Puná                        | Vịnh Guayaquil                                                  | Ecuador |
| Pulincunnu                  | Pamba River, Kerala                                             | Ấn Độ |
| Psyttaleia                  | Saronic Islands                                                 | Hy Lạp |
| Pyramid                     | Nevada                                                          | Hoa Kỳ |